# Bernard C. Schoenfeld
Bernard C. Schoenfeld (* 17. August 1907 in Brooklyn, New York City, New York; † 25. April 1990 in Guadalajara, Mexiko) war ein US-amerikanischer Drehbuchautor, der einmal für den Oscar für das beste Originaldrehbuch nominiert war.

## Leben
Schoenfeld verfasste zunächst die Vorlagen für Bühnenwerke am Broadway wie zum Beispiel zusammen mit Noel Pierce Shooting Star (1937) oder die Komödie Hitch Your Wagon (1937).
Er begann seine Laufbahn als Drehbuchautor in der Filmwirtschaft Hollywoods 1944 bei dem von Robert Siodmak inszenierten Film noir Zeuge gesucht (Phantom Lady), in dem Franchot Tone, Ella Raines und Alan Curtis die Hauptrollen spielten. Er schrieb mit 1975 die Drehbücher und Vorlagen zu 33 Filmen und Fernsehserien.
Bei der Oscarverleihung 1951 wurde er zusammen mit Virginia Kellogg für den Oscar für das beste Originaldrehbuch für das von John Cromwell inszenierte Filmdrama Frauengefängnis (Caged, 1950) mit Eleanor Parker, Agnes Moorehead und Hope Emerson nominiert.

## Filmografie (Auswahl)
- 1944: Zeuge gesucht (Phantom Lady)
- 1946: Feind im Dunkel (The Dark Corner)
- 1950: Frauengefängnis (Caged)
- 1952: Macao
- 1953–1956: General Electric Theater (Fernsehserie)
- 1954: Drei dunkle Straßen (Down Three Dark Streets)
- 1956: Es gibt immer ein Morgen (There’s always a Tomorrow)
- 1959: Gefahr in Havanna (Pier 5, Havanna)
- 1960: Johnny Staccato (Fernsehserie)
- 1961: Der Tiger ist unter uns (Thirteen West Street)
- 1961: Shirley Temple’s Storybook
- 1962: Das Zauberschwert (The Magic Sword)
- 1963: Combat! (Fernsehserie)
- 1966–1967: T.H.E. Cat – Artist und Detektiv (Fernsehserie)
- 1974–1975: Mannix (Fernsehserie)